# Coupe du monde de la pâtisserie
 (novembre 2022).
 (novembre 2022).
La Coupe du Monde de la Pâtisserie est un concours culinaire international initié par le chef pâtissier Gabriel Paillasson, consacré à la pâtisserie, se déroulant tous les 2 ans à Lyon en France, qui récompense une équipe de pâtissiers nationaux.

## Historique
Gabriel Paillasson a créé cet évènement en 1989. Il a commencé a l'âge de 14 ans en apprentissage où il a obtenu son CAP et l'EFPA pâtissier-glacier-chocolatier. Il travaille par la suite dans différentes maisons lyonnaises comme : Barbet Lyon, Dessales Lyon, Trolliet péché mignon Lyon...
En 1973, il crée la maison paillasson à Saint-Fons dans la banlieue lyonnaise où il exerce son métier d’artisan pâtissier. Son fils, pâtissier également, le rejoint en 1999. Gabriel Paillasson est l'un des seuls à avoir obtenu les deux titres de meilleur ouvrier de France pâtissier et glacier[source secondaire souhaitée], avec Yves Thuries. Il est également Maitre artisan pâtissier-glacier-chocolatier[source secondaire souhaitée]. Son nom est inscrit au grand Larousse de la gastronomie en 2007.  
De nombreux chefs pâtissiers se sont fait un nom[source secondaire souhaitée] en gagnant ce concours tel que : Pierre Marcolini en 1995, Christophe Michalak en 2005 ou encore Jérôme De Oliveira en 2009. Un club de la coupe du monde de pâtisserie a été créé en France en 1991 et dans de nombreux autres pays afin de faire vivre et rayonner l’évènement[source secondaire souhaitée]. La coupe du monde de pâtisserie accueille chaque année de nouveaux pays ce qui permet de créer une grande communauté internationale de pâtissiers et sans aucune frontière[source secondaire souhaitée]. La France domine largement[source secondaire souhaitée] la compétition puisque sur 10 participations elle a remporté le concours 8 fois et a terminé une fois deuxième et une autre fois troisième.

## Sélection

### Conditions de participation
21 équipes du monde entier composées de jeunes pâtissiers sont sélectionnées. La compétition se déroule sur 2 journées et les pâtissiers ont 10 heures pour réaliser leurs œuvres. Chaque équipe est composée de 3 membres dont 1 glacier, 1 pâtissier et 1 chocolatier. Chaque année, un thème commun est imposé à chaque équipe. L'équipe lauréate d'une édition ne peut pas participer à l'édition suivante, même si elle fait partie du Top 7.

## Palmarès
- 1989
  -   France : Mickaël Azouz, Thierry Froissard et Serge Billet
  -   Pays-Bas : Emol Trumpie, P. Galerne et J. Le Blanc
  -   Autriche :Fritz Mayer, Gotthard Valier et Alphonse Watcher

- 1991
  -   Japon : Hidemi Sugino, Akira Ando et Masahiko Hayashi
  -   France : André Rosset, Olivier Bajard et Alain Rolancy
  -   Canada : Stéphane Brunelet, Stéphane Seguin et Ken V.J Guberski

- 1993
  -   France : Patrick Casula, Jean-Marc Guillot et Jean-Paul Savioz
  -   Belgique : Rik De Baere, Johny De Neef et Pierre Marcolini
  -   Luxembourg : Jean-Claude Arens, Alain Gerard et Camille Shumacher

- 1995
  -   Belgique : Pierre Marcolini, Rik de Baere et Gunther Van Essche
  -   Japon : Tadashi Yanagi, Taihei Oikawa et Junishi Goto
  -   États-Unis : Donald Wressel, Kurt Walrath et Joe Decker

- 1997
  -   Italie : Luigi Biasetto, Cristian Beduschi et Luca Mannori
  -   États-Unis : Thaddeus Dubois, Sébastien Cannone, Jacquy Pfeiffer
  -   Japon :Taihei Oikawa, Mr Tsujiguchi et Mr Hanaguchi

- 1999
  -   France : Pascal Molines, Emmanuel Ryon et Christian Salembier
  -   Belgique : Herman Van Dender, Patrick Aubrion et Frédérique Scailteur
  -   États-Unis : Norman R. Love, Eric PEREZ et Kim Irene O'Flaherty

- 2001
  -   États-Unis : En-Ming Hsu, Ewald Notter et Michel Willaume
  -   Japon : Hiroshi Igarashi, Shinpel Asada et Masayuld Fukuda
  -   Italie : Silvio Bessone, Leonardo di Carlo et Amelio Mazzela di Regnella

- 2003
  -   France : Angelo Musa, Elie Cazaussus et Youri Neyers
  -   Japon : Nohirito Terai, Shigeru Nojima et Yoshinori Matsushima
  -   Belgique : Patrick Aubrion, Herman Van Dender et Marc Ducobu

- 2005
  -   France : Christophe Michalak, Philippe Rigollot et Frédéric Deville
  -   Pays-Bas : Ivo Wolters, Jeroen Goosens et Arthur Tuytel
  -   États-Unis : Donald Wressel, Dereck Poirier et Andrex Shotts

- 2007
  -   Japon : Yuklo Ichikawa, Toshimi Fujimoto et Kazuya Nagata
  -   Belgique : Dominiek Vandermeulen, Thierry Winant et Pol De Schepper
  -   Italie : Fabrizio Donatone, Angelo di Masso et Fabrizio Galla

- 2009
  -   France : Jérôme De Oliveira, Jérôme Langillier, Marc Rivière
  -   Italie : Alessandro Dalmasso, Giancarlo Cortinovis et Domenico Longo
  -   Belgique : Alain Vandermissen, François Galtier et Raphaël Giot

- 2011
  -   Espagne : Jordi Bordas Santacreu, Julien Alvares, Josep Guerola
  -   Italie : Domenico Longo, Davide Comaschi et Emmanuele Forcon
  -   Belgique : Dieter Charels, Marijn Coertjens et Pascal de Deyne

- 2013 [2]
  -   France : Quentin Bailly, Mathieu Blandin, Joffrey Lafontaine
  -   Japon : Daisuke Tomita, Koh Moriyama, Tetsuro Akasaki
  -   Italie : Francesco Boccia, Lucca Cantarin, Marcello Boccia

- 2015
  -   Italie : Emmanuele Forcone, Francesco Boccia, Fabrizio Donatone
  -   Japon : Kazuhiro Nakayama, Junji Tokunaga, Shinichi Sugita
  -   États-Unis : John Kraus, Joshua Johnson, Scott Green

- 2017[3]
  -   France : Étienne Leroy, Bastien Girard, Jean-Thomas Schneider
  -   Japon : Takahiro Komai, Yoshiaki Uezaki, Takao Yamamoto
  -   Suisse : Cédric Pilloud, Jorge Cardoso, Jean-Baptiste Jolliet

- 2019
  -   Malaisie : Wei Loon Tan, Otto Tay, Ming Ai Lol
  -   Japon : Mirai Nishiyama, Fumiaki Ito, Ryohei Oguma
  -   Italie : Lorenzo Puca, Andrea Restuccia, Mattia Cortinovis

- 2021
  -   Italie : Lorenzo Puca, Andrea Restuccia, Massimo Pica
  -   Japon : Yuuya Tsukada, Seiya Harada, Kengo Akabame
  -   France : Kevin Ollivier, Fabien Emery, Nabil Moudni
- 2023
  -   Japon: Moe Takahashi, Naritoshi Suzuka, Yusaku Shibata
  -   France : Georges Kousanas, Jérémy Massing, Jana Lai
  -   Italie : Jacopo Zorzi, Alessandro Petito, Martina Brachetti

| Rang | Nation     | Or | Argent | Bronze | Total |
| ---- | ---------- | -- | ------ | ------ | ----- |
| 1    | France     | 8  | 3      | 1      | 12    |
| 2    | Japon      | 3  | 8      | 1      | 12    |
| 3    | Italie     | 3  | 2      | 5      | 10    |
| 4    | Belgique   | 1  | 3      | 3      | 7     |
| 5    | États-Unis | 1  | 1      | 4      | 6     |
| 6    | Espagne    | 1  | 0      | 0      | 1     |
| 6    | Malaisie   | 1  | 0      | 0      | 1     |
| 8    | Pays-Bas   | 0  | 2      | 0      | 2     |
| 9    | Autriche   | 0  | 0      | 1      | 1     |
| 9    | Canada     | 0  | 0      | 1      | 1     |
| 9    | Luxembourg | 0  | 0      | 1      | 1     |
| 9    | Suisse     | 0  | 0      | 1      | 1     |